# Averil Lysaght
Averil Margaret Lysaght (14 avril 1905 – 21 août 1981) est une biologiste, entomologiste et artiste néozélandaise connue pour ses travaux conduits sur le naturaliste Joseph Banks.

## Jeunesse et éducation
Averil Margaret Lysaght naît le 14 avril 1905 sur l'île de Mokoia (Nouvelle-Zélande) d'Emily Muriel Stowe et Brian Cuthbert Lysaght, un fermier.
D'abord instruite à la maison par une gouvernante, elle est envoyée à douze ans à la Chilton House Private Girls Boarding School à Wellington. À l'âge de 15 ans, elle découvre sur le mont Taranaki/Egmont un papillon de nuit inconnu de la science. Cette espèce est décrite en 1921 par l'entomologiste George Hudson et nommée Graphania averilla en son honneur.
En 1923, Lysaght entre à l'université Victoria de Wellington. Elle appartient au club de randonnée de l'université et y rencontre John Cawte Beaglehole (en) avec qui elle collaborera plus tard. Elle publie ses premiers articles d'entomologie alors qu'elle est encore étudiante. Elle obtient un Bachelor ès sciences en 1928 et une maîtrise en 1929. Son travail de diplôme porte sur la biologie d'eucolaspis, un genre de coléoptère : Bronze Beetle Research. Report for the two Years ending November 1929.
De 1927 à 1929, Lysagh travaille au département d'entomologie de l'Institut Cawthron et, de 1931 à 1932, elle est assistante en zoologie à l'Université Victoria. Elle déménage ensuite en Angleterre et entreprend pendant trois ans des recherches de troisième cycle à la Station expérimentale de Rothamsted à Londres. Elle obtient un doctorat de l'université de Londres en 1935. Sa thèse porte sur les nématodes parasites des thrips.
Parallèlement, elle suit une formation artistique à la Nottingham School of Art puis à la Saint Martin's School of Art de Londres.

## Carrière
De 1935 à 1938, Lysaght est employée au laboratoire Plymouth de la Marine Biological Association of the United Kingdom. Elle travaille également à l'institut impérial d'entomologie. Entre 1936 et 1943, elle publie cinq articles en parasitologie, dont deux sur les parasites trématodes des gastéropodes. Elle devient rédacteur adjointe de la section de zoologie de Chambers Encyclopaedia.
Pendant son séjour là-bas, en 1947 ou 1948, elle rencontre Norman Kinnear, gardien de la zoologie au Musée d'histoire naturelle de Londres. Il lui suggère de faire des recherches sur les oiseaux des voyages de James Cook et lui offre un espace pour travailler au musée. Elle catalogue toutes les peintures d'oiseaux exécutées lors de tous les voyages de Cook. Elle fait des recherches approfondies sur la collection du musée de peintures et dessins de Sydney Parkinson, dessinateur de Cook, et continue à travailler sur ce projet pendant plus de vingt ans. À la suite de ses recherches, elle a beaucoup contribué à l'identification de dessins d'Herman Spöring. Ce travail abouti à la publication en 1975 de The book of birds: five centuries of bird illustration (Le livre des oiseaux: cinq siècles d'illustration d'oiseaux).
Lors d'une de ses visites en Nouvelle-Zélande , elle découvre une transcription inédite d'un journal tenu par Joseph Banks durant le premier voyage de James Cook. Elle le partage avec John Cawte Beaglehole avec qui elle va commencer à collaborer. Elle publie le matériel zoologique pour l'édition des deux premiers voyages de Cook par la Hakluyt Society et fournit à Beaglehole une grande partie des notes zoologiques et botaniques de ses livres sur les trois voyages de James Cook. En 1957, elle publie un article examinant le mystère de l'identité du "Cook's Kangaroo", le premier kangourou ramené en Angleterre, et le sujet d'un tableau récemment redécouvert par George Stubbs.
À partir de 1973, Lysaght travaille à la Lyon Playfair Library de l'Imperial College of Science and Technology de Londres. Elle participe à la publication d'éditions en fac-similé des revues de Banks and Cook, écrit et édite des introductions savantes.
Lysaght est une artiste de talent. Une exposition solo de ses œuvres lui est consacrée aux Leicester Galleries, en octobre 1961. Ses aquarelles sont peintes sur du papier de Siam fabriqué à partir de fibres de daphne.
Elle meurt le 21 août 1981 à Londres.

## Specimens découverts
- Porina oreas[11]
- Leuconopsis obsoleta[12]
- Pisidium novaezelandiae[13]
- Potamopyrgus antipodarum[14]

## Publications (extraits)
- Lysaght, A M. The Book of Birds: Five Centuries of Bird Illustration. London: Chancellor, 1975.
- Lysaght, A M, and Joseph Banks. Joseph Banks in Newfoundland and Labrador, 1766: His Diary, Manuscripts and Collections. London: 3 Queen Sq., WC1N 3AU), Faber and Faber Ltd, 1971.
- Lysaght, A M. Some Eighteenth Century Bird Paintings in the Library of Sir Joseph Banks (1743-1820). London: British Museum (Natural History, 1959.
- Lysaght, A M. Directory of Natural History and Other Field Study Societies in Great Britain Including Societies for Archaeology, Astronomy, Meteorology, Geology and Cognate Subjects. Lond: Pub. for the Carnegie United Kingdom Trust by the British Association for the Advancement of Science, 1959.
- Lysaght, A M. An Ecological Study of Aptinothrips Rufus Gme-Lin with Special Reference to Its Nematode and Fungus Parasites, 1935.

## Reconnaissance
Lysaght a reçu un diplôme honorifique de littérature de l'Université Memorial de Terre-Neuve en reconnaissance de son livre Joseph Banks in Newfoundland and Labrador 1776. L'espèce de papillon Graphania averilla est nommée en son honneur.